# منچستر-بای-د-سی (ماساچوست)
منچستر-بای-د-سی (به انگلیسی: Manchester-by-the-Sea) شهرکی در شهرستان اسکس ایالت ماساچوست می‌باشد که در سال ۱۶۴۵ بنیان‌گذاری شده‌است. این شهرک در سرشماری سال ۲۰۱۰ میلادی، ۵٬۱۳۶ نفر جمعیت داشته‌است.

## نگارخانه

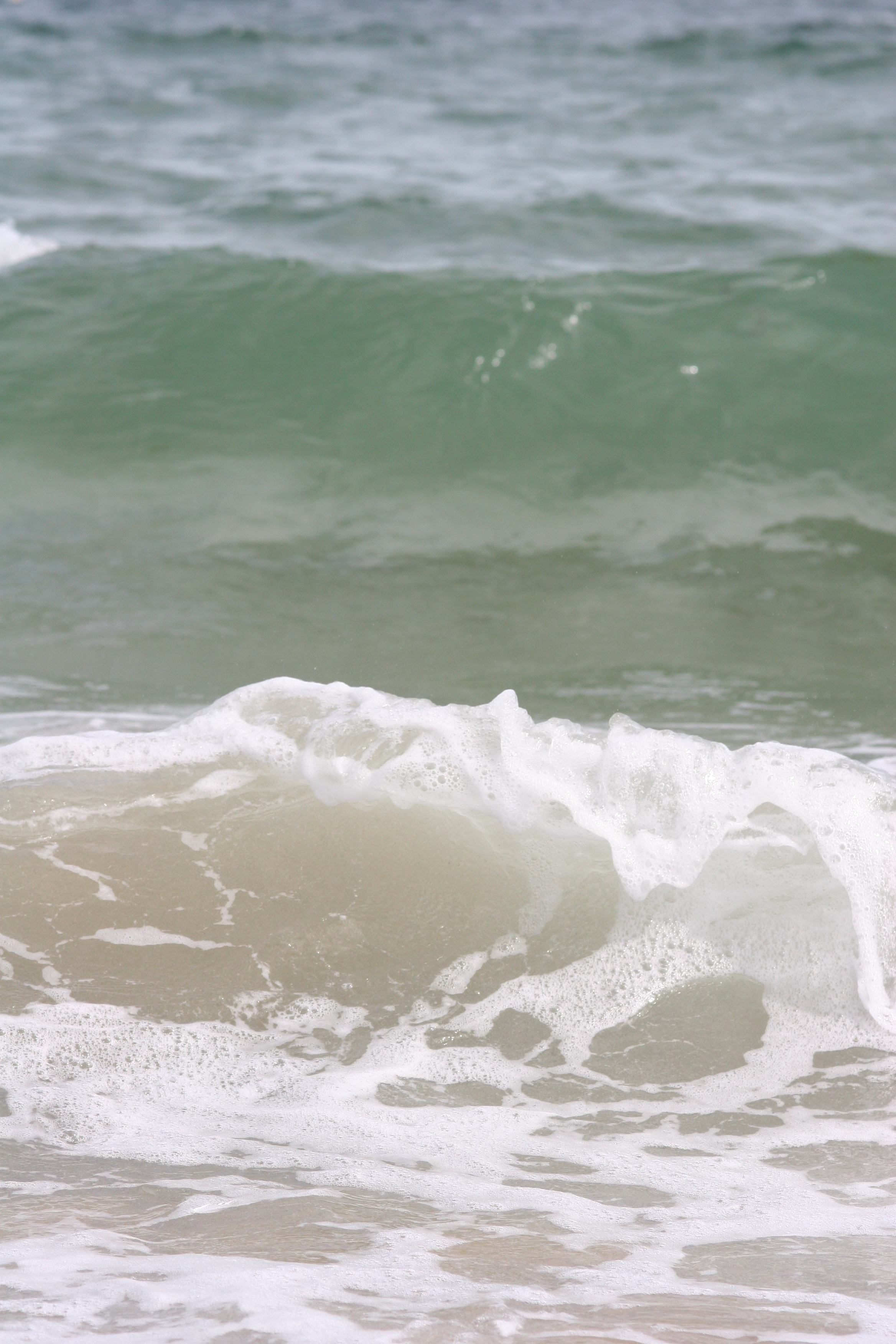
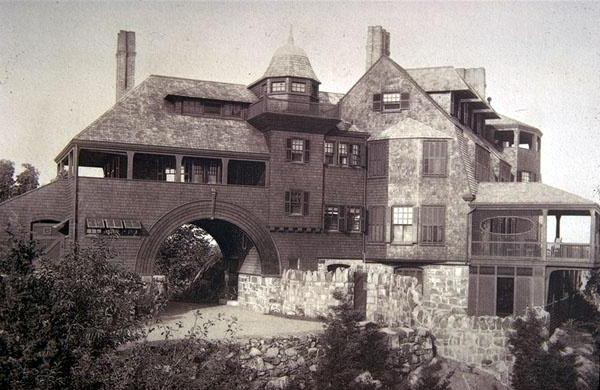
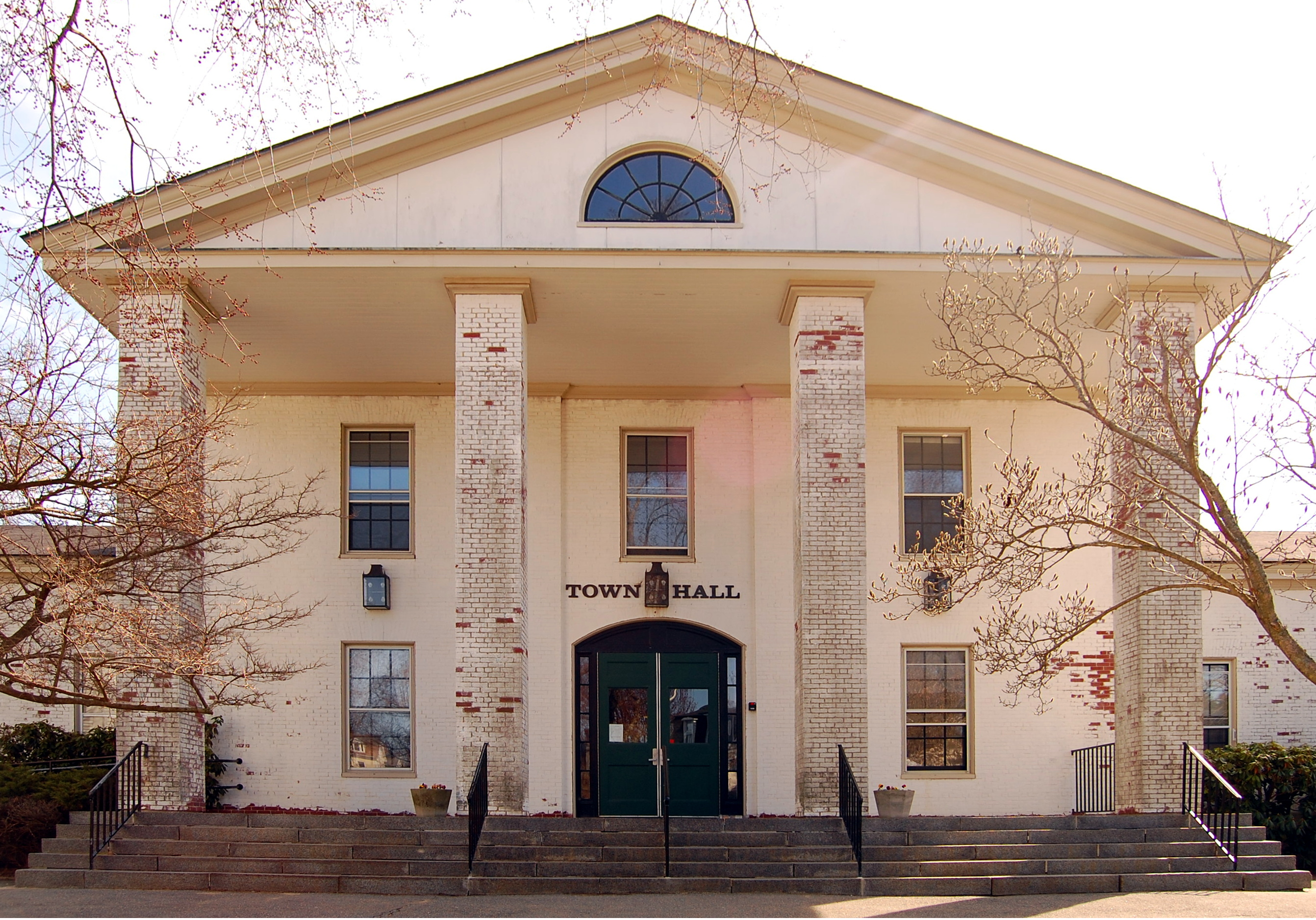
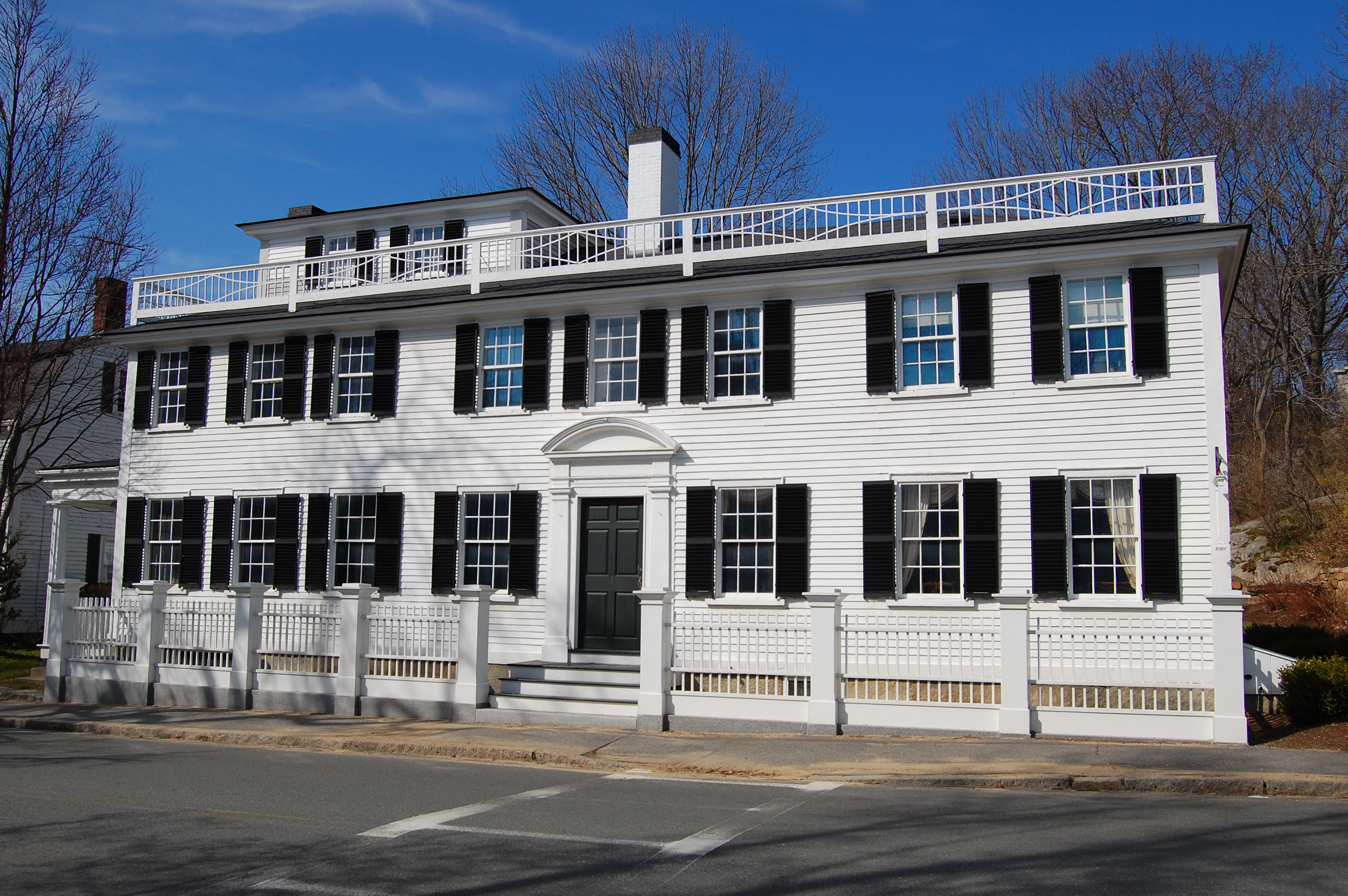
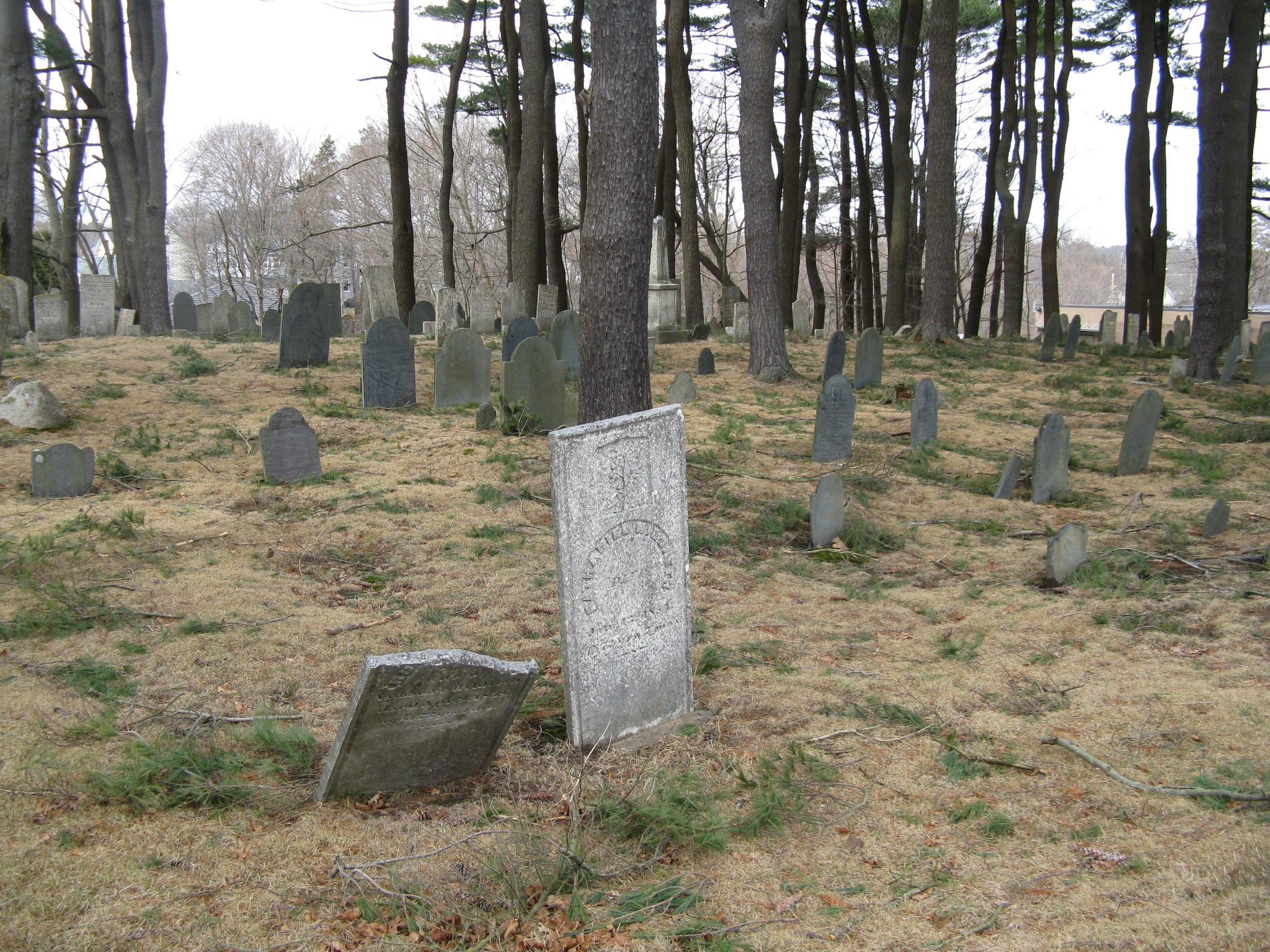